# Daniël Leeflang
Daniël Leeflang, beter bekend onder zijn artiestennaam DJ Dano (Amsterdam, 29 januari 1970) is een Nederlandse techno- en hardcore house-dj en producent.
Leeflang begon rond 1984 als diskjockey bij een piratenzender. Het mixen leerde hij van Ben Liebrand. Daarnaast deed hij journalistiek werk voor het Nieuws van de Dag, onderdeel van De Telegraaf. Na het schrijven van een artikel in 1989 over de bekende housediscotheek RoXY aan het einde van de jaren 80 besluit hij deze muziekstijl zelf te gaan draaien. Leeflang geldt daarna als een van de pioniers van de gabbermuziek. Hij produceert onder meer platen voor het Mokumlabel en maakt remixes voor andere dj's. Samen met collega's dj's Buzz Fuzz, Gizmo en The Prophet richt hij het collectief The Dreamteam op waarmee ze optreden op grote dancefeesten als Thunderdome en Mysteryland. In deze periode wordt de gabberhouse een landelijke hype en werkt Leeflang veel voor ID&T.
In 1996 maakt Leeflang deel uit van de groep De Sprooksprekers, samen twee dichters en Def P van de rapgroep Osdorp Posse. De groep brengt een cd uit en treedt op tijdens Het Crossing Borderfestival en Lowlands.
Rond 1998 richt Leeflang zich op de technomuziek, nadat de hype rond de gabbermuziek is overgegaan. In de jaren 2000 produceert hij ook trance onder de pseudoniemen Satcom en Solar #7. Nadat de gabberhouse in 2004 weer opleeft maakt hij samen met de andere oud-leden van The Dreamteam weer een compilatie-cd. In 2006 schreef hij de titelsong voor de documentaire God is my DJ over Duncan Stutterheim, mede-oprichter van ID&T.
Tegenwoordig werkt Leeflang nog steeds als dj en producer. Hij schreef (samen met Jeroen Goeijers) onder meer muziek voor computergames en bracht samen met hem in 2008 het album Earl’s Court - 22 Nevern Place uit.
Op 30 september 2016 kwam er een boek over hem uit. Arne van Terphoven schreef dit 395 pagina's tellende biografie over het leven van Daniël, getiteld "Wat de fok, ouwe".
In het voorjaar van 2020 bracht hij samen met Def P de track "Wat de FOK ouwe" uit.

## Privé
Leeflang heeft twee dochters en één zoon.
Leeflang staat bekend over zijn openhartigheid over zijn verleden met drugs, Zo heeft hij tijdens een aflevering van Spuiten & Slikken verteld dat het gebruik van drank en drugs relaties heeft gekost, toch beweert hij geen spijt te hebben gehad over zijn keuzes.